# Basilio Cittadini
Basilio Cittadini (Pilzone, Brescia, 1846 - Buenos Aires, 1921) fue un periodista italiano que se desempeñó tanto en Italia y Argentina, como redactor, editor y director de varios periódicos. Actuó como secretario del Banco de Italia y Río de la Plata; profesor de Literatura Clásica en el Colegio Nacional Buenos Aires; presidente de la Asociación Dante Alighieri de Buenos Aires durante once años y condecorado por el gobierno italiano con el título de “Gran Oficial”.

## Biografía
Nació en Pilzone, una fracción del municipio de Iseo, en la provincia de Brescia (Lombardía). Antes de llegar a la Argentina había tenido actuación como periodista en Italia, fundando en Brescia La Voce dei Giovani, y colaboró con la Gazzetta di Brescia, fue redactor en Florencia de La Riforma, y corresponsal parlamentario de Il Secolo de Milán. Profesaba ideas republicanas, igual que la mayoría de los periodistas italianos, aunque no era un sectario mazziniano.
Llegó a Buenos Aires en 1869 para hacerse cargo de la dirección de La Nazione Italiana, que dejó de publicarse por la epidemia de fiebre amarilla de 1870/1871. Durante esta, integró una comisión popular de salud pública para socorrer las numerosas víctimas del flagelo, recibió una medalla de oro por su coraje y abnegación.
Terminada la epidemia, dirigió por algunos meses el periódico L’Italiano, y estuvo a cargo del periódico L’Operaio Italiano en 1872. También presidió ese año la comisión encargada de redactar las bases de la Sociedad Unione Operai Italiani, fue su primer presidente en 1874. Designado por el gobierno de Nicolás Avellaneda como agente de inmigración a Europa, viajó a Italia desde donde envió familias al Chaco argentino y a Entre Ríos.
Luego de regresar a la Argentina en 1876, fundó el periódico La Patria, que a los pocos años se transformó en La Patria Italiana, para diferenciarse de La Patria Argentina de los hermanos Gutiérrez. Durante 1877/1878 participó del directorio de Il Maldicente, semanario de corte satírico.

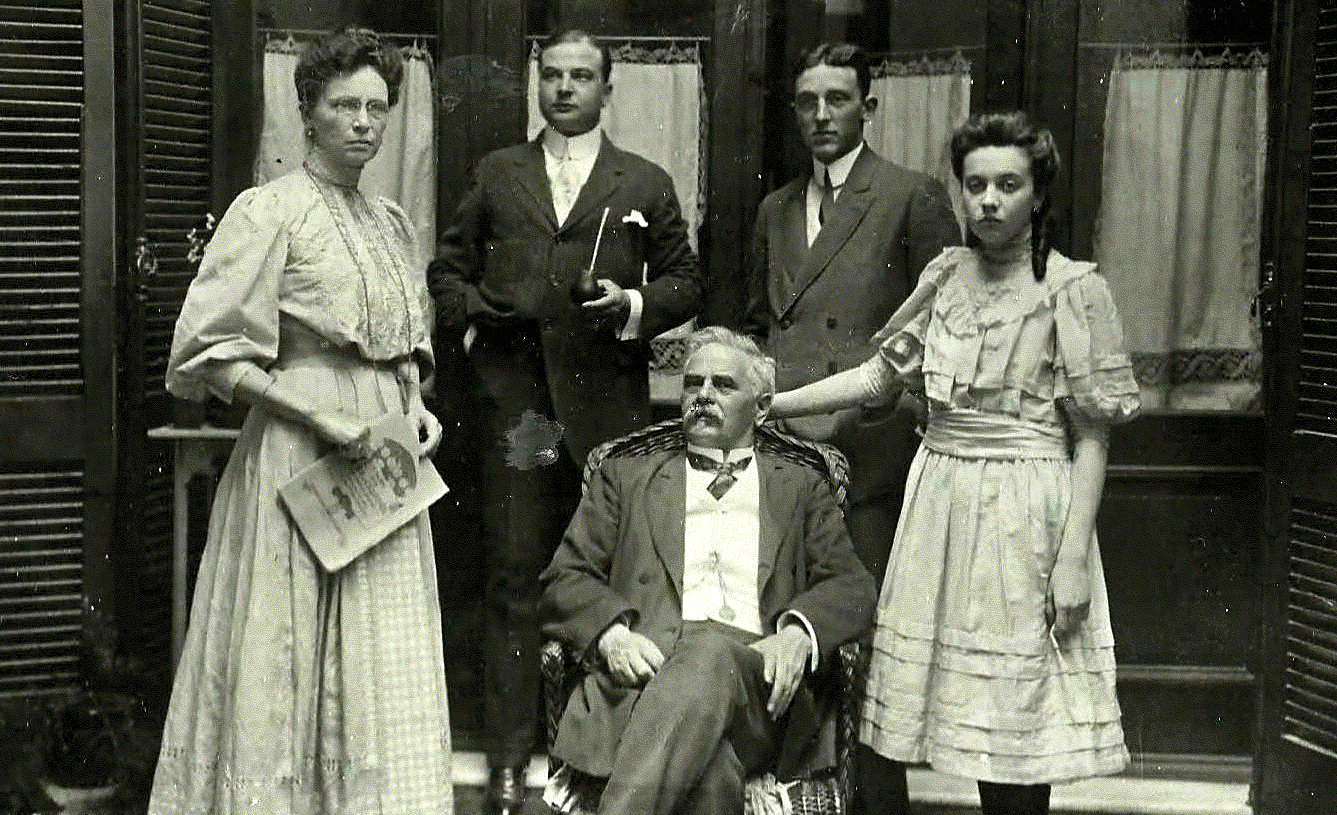
El periodista Basilio Cittadini, retratado con su familia.

Aunque su diario carecía de buenos colaboradores, logró imponerse en el mercado gracias a impetuosas luchas contra otros periódicos: muchas veces las luchas verbales se matizaban con duelos de armas.
Una de sus campañas importantes fue la protesta contra la matanza de italianos perpetrada cerca de Lima durante la Guerra del Pacífico. Otra fue la campaña a favor de las escuelas italianas, sostenida contra Domingo Faustino Sarmiento, aunque la más riesgosa pero redituable a nivel tirada, fue la referida a los malos tratos inferidos durante la epidemia de cólera a los inmigrantes italianos en el Lazareto de Martín García, en 1885.
Por esas denuncias contra el gobierno y la polémica contra L’Operaio Italiano que lo defendía, se batirían a duelo los directores de ambos medios, aunque salieron ilesos.
De regreso en Italia, asumió la dirección del periódico La Provincia di Brescia. fue luego vicedirector del Popolo Romano.
Mientras, en Argentina, la quiebra de La Patria Italiana obligó a fundar La Patria degli Italiani.
Regresó a la Argentina en 1896, hizo resurgir el diario L’Italiano. En 1902, los periódicos L’Italiano y L’Italia al Plata se fusionan con La Patria degli Italiani bajo este último nombre, conservó la dirección y le imprimió impulso.
Bajo su dirección y como periódico republicano que era, La Patria degli Italiani apuntó a extender su audiencia más allá del arco de lectores de la pequeña y mediana burguesía bonaerense. De ahí la importante cobertura otorgada al prolongado movimiento huelguístico de chacareros arrendatarios conocido como El Grito de Alcorta en 1912.
Justo al inicio del conflicto, dejó la dirección del diario y viajó a Italia. Regresaría en 1916, continuó vinculado al periodismo hasta su fallecimiento en Buenos Aires, en 1921.
Su hijo Bruno Cittadini, fue un importante periodista deportivo, y otro de sus hijos, Tito Cittadini, fue un reconocido pintor argentino.